# Emerson String Quartet

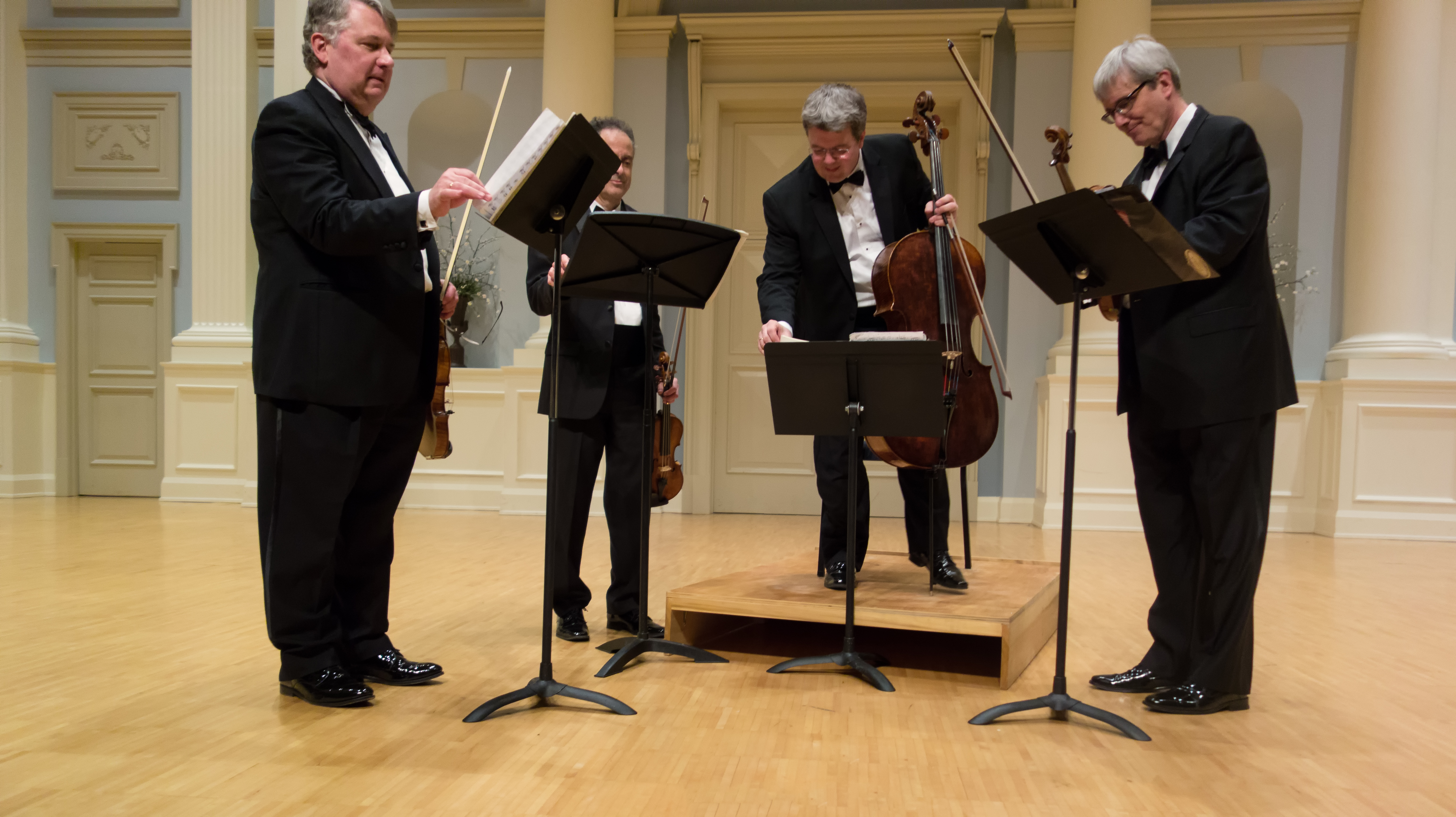
Das Emerson String Quartet (2014)

Das Emerson String Quartet,  benannt nach dem Philosophen Ralph Waldo Emerson, gehörte  zu den weltweit bedeutendsten  Streichquartettensembles. Es wurde 1976 an der  Juilliard School in Manhattan gegründet. Neben dem klassischen Repertoire interpretierte es zeitgenössische Werke wie das 4. Streichquartett von Mario Davidovsky bei der Uraufführung 1980. Eugene Drucker und Philip Setzer wechselten sich am Pult des Primarius ab. 
Das Ensemble wurde 2004 mit dem Avery Fisher Prize ausgezeichnet. 2015 erhielt das Emerson String Quartet den Richard J. Bogomolny National Service Award für Kammermusik.
Am 2. September 2022 gab das Quartett bekannt, dass es sich im Herbst 2023 auflösen werde. Am 8. September 2023 erschien die letzte CD gemeinsam mit der Sopranistin Barbara Hannigan. Am 22. Oktober 2023 spielte es sein letztes Konzert im Lincoln Center. Dabei wirkte auch der frühere Cellist David Finckel im Streichquintett von Franz Schubert mit.

## Mitglieder
- Eugene Drucker, Violine
- Philip Setzer, Violine
- Lawrence Dutton, Viola
- Paul Watkins, Violoncello (ersetzte am Ende der Konzertsaison 2012/2013 den Cellisten David Finckel, der seit 1979 Mitglied des Emerson String Quartet war)